# Visheten
|  | Wiktionary har en ordboksartikel om visheten. |

Visheten (i äldre översättningar Visdom, från grekiskans Sophia) är i judiska skrifter ett väsen av kvinnokön, som går Guds ärenden. Hon omnämns bland annat i ordspråksboken  1:20 : Visheten ropar högt på gatan, på torget ljuder hennes röst. Även i Nya Testamentet nämns Visheten, bland annat i Lukasevangeliet 7:35: Men alla Vishetens barn har gett Visheten rätt.